# Olof Swartz
Olof Peter Swartz, född 22 september 1760 i Norrköping, död 18 september 1818 i Stockholm, var en svensk naturforskare, företrädesvis botanist och tecknare. Inom botaniken används ofta Sw. som förkortning för hans auktorsnamn.
Olof Swartz blev student vid Uppsala universitet 1778, studerade företrädesvis botanik och gjorde vidsträckta botaniska resor inom Sverige 1779–1782, blev medicine kandidat 1783 och företog samma år på egen bekostnad en forskningsresa till Amerika. Där uppehöll han sig först i Boston och Philadelphia, samt därefter på Jamaica. År 1785 besökte Swartz nordöstra Sydamerika samt Kuba, Puerto Rico och Haiti. Under åren 1786–1787 vistades han i England för jämförande studier i British Museum. År 1785 hade han promoverats frånvarande till medicine doktor i Uppsala och utsågs 1791 till förste innehavare av föreståndarbefattningen vid den av Peter Jonas Bergius till Kungliga Vetenskapsakademien donerade Bergianska trädgården. Han blev dessutom (1807) intendent vid akademiens museum och 1813 professor i naturalhistoria vid Karolinska medikokirurgiska institutet. Han var Kungliga Vetenskapsakademiens ständige sekreterare 1811–1818 och utsågs 1810 att biträda Collegium medicum vid utarbetandet av en ny farmakopé (utgiven 1817). 
Genom sina vetenskapliga arbeten var Swartz en av den tidens främsta kryptogamkännare, och därtill en av de mest framstående naturforskarna i generationen näst efter Carl von Linné. Han var mycket mångsidig och utgav många skrifter om fanerogamer, ormbunkar, mossor, svampar och lavar, där han behandlade dels Sveriges, dels Amerikas flora. De främsta är hans förtjänstfulla arbeten från vistelsen på Antillerna, såsom Nova genera et species (1788), Observationes botanicce (1791), Icones plantarum (1794), Flora Indice occidentalis (3 delar, 1797–1806) och Lichenes americani (1811). Över nyupptäckta svenska växter utgav han många uppsatser och var den förste, som tillämpade Johann Hedwigs moss- och Christiaan Hendrik Persoons svampsystem på Sveriges flora. Genom noggrann detaljanalys förde han in orkidéernas och ormbunkarnas systematik på nya banor (Genera et species Orchidearum 1805, Synopsis Filicum 1806). Ett artrikt släkte av träd i Central- och Sydamerikas regnskogar, Swartzia, är uppkallat efter Olof Swartz.
Hans stora herbarium inköptes av Kungliga Vetenskapsakademien (senare överförd till Naturhistoriska riksmuseet), och särskilt hans västindiska samling var länge uppskattad som forskningsföremål. Av hans hand finns även skrifter av praktiskt innehåll, om växtsjukdomar, växtodling med mera. För Johan Wilhelm Palmstruchs planschverk Svensk botanik 1802 utförde han en stor del av förlagorna till de kolorerade gravyrerna som var illustrationer till texten samt skrev han texten till band 5–7 och halva 8:e bandet (1806–1817) ävensom texten till häftena 2–11 av Svensk zoologie (1806–1818).
Genom sin vetenskapliga duglighet och sitt lätta sätt att knyta kontakter vann Swartz vidsträckta förbindelser och utövade genom sin framstående lärdom stort inflytande på vetenskapernas utveckling i Sverige. Han var ledamot av ett tjugutal vetenskapliga samfund, däribland Kungliga Vetenskapsakademien (1789), Kungliga Lantbruksakademien (1812) och Institut de France. Han blev 1805 invald som utländsk hedersmedlem i American Academy of Arts and Sciences. År 1789 blev han ledamot av Leopoldina, 1808 utländsk ledamot av Bayerische Akademie der Wissenschaften och 1812 korresponderande ledamot av Preußische Akademie der Wissenschaften.
Swartz var son till tobaksfabrikören Olof Swarts och Maria Elisabeth von Brobergen och från 1794 med Sara Elisabeth Bergh samt brorson till Petter Swartz.